# Ranunculus lutzii
Ranunculus lutzii är en ranunkelväxtart som beskrevs av Felix. Ranunculus lutzii ingår i släktet ranunkler, och familjen ranunkelväxter. Inga underarter finns listade i Catalogue of Life.